# Phaonia limbinervis
Phaonia limbinervis este o specie de muște din genul Phaonia, familia Muscidae, descrisă de Stein în anul 1918. Conform Catalogue of Life specia Phaonia limbinervis nu are subspecii cunoscute.